# Cimetière militaire belge de Bourg-Léopold
Le cimetière militaire belge de Bourg-Léopold est un cimetière militaire situé Koning Leopold II-laan dans la ville belge de Bourg-Léopold.

## Caractéristiques
Le cimetière a une superficie de 183 ares. Il contient 1312 tombes des Première et Seconde Guerres mondiales.
Ce fut primitivement un cimetière militaire allemand et ce jusqu'en 1928, année durant laquelle les tombes furent déplacées. Le cimetière contient 2 mausolées, l'un dédié au prisonnier politique inconnu et l'autre au prisonnier de guerre inconnu.

## Sources
- (nl) Adjudant-major Rudy Laforce, Verbroedering van de Genie van het Cavaleriekorps en de Gepantserde Genie, no 129, 53e année, 2e trimestre 2004.

- (nl) Cet article est partiellement ou en totalité issu de l’article de Wikipédia en néerlandais intitulé « Belgische militaire begraafplaats van Leopoldsburg » (voir la liste des auteurs).